# Салахітдінов Махмуд
Махмуд Салахітдінович Салахітдінов (23 листопада 1933, місто Наманган, тепер Узбекистан — 27 квітня 2018, місто Ташкент, Узбекистан) — узбецький радянський науковець, математик, міністр вищої та середньої спеціальної освіти Узбецької РСР, президент Академії наук Узбецької РСР (з 1991 року — Академії наук Республіки Узбекистан). Кандидат фізико-математичних наук (1958), доктор фізико-математичних наук (1968), професор (1969), член-кореспондент Академії наук Узбецької РСР (1968), дійсний член Академії наук Узбецької РСР (1974). Депутат Верховної ради Узбецької РСР, депутат Олій Мажлісу Республіки Узбекистан. Член ЦК КПРС у 1990—1991 роках.

## Життєпис
У 1955 році закінчив факультет математики Середньоазіатського державного університету в Ташкенті. У 1955—1958 роках — аспірант факультету математики Середньоазіатського державного університету.
У 1957—1958 роках — викладач Наманганського державного педагогічного інституту.
У 1958—1959 роках — асистент Середньоазіатського державного університету.
У 1959—1964 роках — молодший науковий співробітник, старший науковий співробітник Інституту математики Академії наук Узбецької РСР.
Член КПРС з 1962 року.
У 1964—1966 роках — завідувач відділу, в 1966—1967 роках — заступник директора із наукової роботи Інституту математики Академії наук Узбецької РСР.
У 1967—1985 роках — директор Інституту математики Академії наук Узбецької РСР. Одночасно в 1980—1986 роках — завідувач кафедри диференціальних рівнянь Ташкентського державного університету імені Леніна.
У 1984—1985 роках — віцепрезидент Академії наук Узбецької РСР.
У 1985—1988 роках — міністр вищої та середньої спеціальної освіти Узбецької РСР.
У 1988—1994 роках — президент Академії наук Узбецької РСР (з 1991 року — Республіки Узбекистан).
У 1993—1995 роках — завідувач кафедри диференціальних рівнянь Ташкентського державного університету.
У 1994—1997 роках — завідувач відділення фізики та математики Академії наук Республіки Узбекистан.
У 2004—2011 роках — завідувач кафедри диференціальних рівнянь Ташкентського державного університету.
Автор монографії «Рівняння змішано-складового типу» (1974) та низки підручників узбецькою мовою.
Помер 27 квітня 2018 року у Ташкенті.

## Нагороди і відзнаки
- орден «Знак Пошани» (1976)
- орден «Мехнат шухраті» (Узбекистан) (2003)
- орден «Буюк хизматларі учун» (Узбекистан) (2007)
- орден «Фідокорона хизматларі учун» (Узбекистан) (2017)
- медалі
- Лауреат Державної премії Узбецької РСР імені Беруні (1974) — за цикл досліджень у галузі теорії диференціальних рівнянь
- Заслужений діяч науки і техніки Узбецької РСР (1978)